# Jaílton Paraíba
Jaílton Lourenço da Silva là một cầu thủ bóng đá Brasil thi đấu cho Gençlerbirliği S.K. ở Süper Lig. Anh chơi ở vị trí tiền vệ cánh và tiền đạo.